# Museu da Lourinhã
O Museu da Lourinhã localiza-se no centro da vila da Lourinhã, em Portugal.
Fundado em 1984 pelo Grupo de Etnologia e Arqueologia da Lourinhã, este museu possui das maiores coleções ibéricas de fósseis de dinossauros do Jurássico Superior e uma das mais importantes a nível mundial.
O museu é gerido por um conjunto de cidadãos, sobretudo da Lourinhã. A atual presidente é Margarida Nobre.
Os  fundadores foram Isabel Mateus e Horácio Mateus.
Recebe cerca de 20.000 visitantes por ano.

## Acervo
Entre os fósseis com 150 milhões de anos encontram-se vários vestígios de dinossauros carnívoros como o "Lourinhanosaurus antunesi" ou dos vários ovos fossilizados contendo os mais antigos embriões de dinossauro de todo mundo e o segundo maior ninho conhecido, com mais de uma centena de ovos.
Os holótipos presentes no Museu da Lourinhã são:
- Lourinhanosaurus antunesi
- Torvosaurus gurneyi
- Dinheirosaurus lourinhanensis
- Draconyx loureiroi
- Miragaia longicollum
- Allosaurus europaeus
- Zby atlanticus[2]
- Globicetus hiberus
- Imocetus piscatus
- Kuehneodon hahni

Encontram-se ainda pegadas e ovos.